# Ralph Taeger
Ralph Taeger (New York, 30 luglio 1936 – Placerville, 11 marzo 2015) è stato un attore statunitense.

## Biografia
Ralph Taeger fu giocatore di baseball professionista per i Los Angeles Dodgers, prima di intraprendere la carriera di attore. Durante gli anni cinquanta frequentò i corsi di recitazione presso l'American Academy of Dramatic Arts a New York e lavorò come modello. Durante una rappresentazione alla Beverly Hills Playhouse fu notato da un agente della MGM che gli procurò un contratto.
Taeger iniziò ad affermarsi come interprete televisivo all'inizio degli anni sessanta, ottenendo il suo primo ruolo da protagonista nella serie La valle dell'oro, un telefilm ambientato in Alaska durante la corsa all'oro negli anni 1897-1899. Nel ruolo di Michael Halliday, interpretò 16 episodi della serie, al fianco di James Coburn e Mari Blanchard. La valle dell'oro chiuse dopo una sola stagione nel 1961, e la NBC dirottò la coppia Taeger-Coburn su un'altra serie, Acapulco, in cui Taeger interpretò Patrick Malone, veterano della guerra di Corea, e collaboratore di un avvocato interpretato da Coburn.
Sporadiche furono le apparizioni di Taeger sul grande schermo durante il decennio. Apparve in alcuni ruoli secondari in film quali Il leggendario X 15 (1961), L'uomo che non sapeva amare (1964), il western Duello a Thunder Rock (1964). Nel 1967 l'attore raggiunse l'apice della carriera quando la ABC produsse una serie televisiva ispirata al film Hondo, che nel 1954 era stato interpretato da John Wayne. A Taeger venne affidato il ruolo di Hondo Lane, l'ex soldato confederato protagonista del telefilm, che lo interpretò nei 17 episodi della serie e che gli procurò grande notorietà presso il pubblico televisivo.
Dopo Hondo, Ralph Taeger rallentò sensibilmente l'attività di attore e si allontanò definitivamente dalle scene dopo essere apparso nel western Morgan il razziatore (1970), e in alcune altre serie televisive, L'uomo da sei milioni di dollari (1975), due episodi del medical drama Quincy (1977-1982), e I ragazzi di padre Murphy (1983).
Sposato dal 1967 con Linda Jarrett, e padre di un figlio, Rich, dopo aver lasciato il mondo dello spettacolo Taeger intraprese un'attività imprenditoriale nel settore del legname, la Taeger's Firewood Company a Placerville (California). Morì nel 2015 all'età di 78 anni dopo una lunga malattia.

## Filmografia

### Cinema
- Cominciò con un bacio (It Started with a Kiss), regia di George Marshall (1959)
- Il leggendario X-15 (X-15), regia di Richard Donner (1961)
- L'uomo che non sapeva amare (The Carpetbaggers), regia di Edward Dmytryk (1964)
- Duello a Thunder Rock (Stage to Thunder Rock), regia di William F. Claxton (1964)
- Madame P... e le sue ragazze (A House Is Not a Home), regia di Russell Rouse (1964)
- Morgan il razziatore (The Delta Factor), regia di Tay Garnett (1970)

### Televisione
- Lock-Up – serie TV, episodio 1x23 (1960)
- Men Into Space – serie TV, episodio 1x28 (1960)
- Bat Masterson – serie TV, episodio 2x30 (1960)
- Tombstone Territory – serie TV, 2 episodi (1959-1960)
- Avventure in fondo al mare (Sea Hunt) – serie TV, episodio 3x39 (1960)
- La valle dell'oro (Klondike) – serie TV, 17 episodi (1960-1961)
- Acapulco – serie TV, 8 episodi (1961)
- King of Diamonds – serie TV, episodio 1x12 (1961)
- The New Breed – serie TV, episodio 1x12 (1961)
- A.P.O. 923, regia di George Sherman – film TV (1962)
- The Many Loves of Dobie Gillis – serie TV, episodio 4x17 (1963)
- Ai confini della realtà (The Twilight Zone) – serie TV, episodio 5x20 (1964)
- Organizzazione U.N.C.L.E. (The Man from U.N.C.L.E.) – serie TV, episodio 1x15 (1965)
- Hondo – serie TV, 17 episodi (1967)
- Hondo (Hondo and the Apaches), regia di Lee H. Katzin – film TV (1967)
- L'uomo da sei milioni di dollari (The Six Million Dollar Man) – serie TV, episodio 3x12 (1975)
- The Hostage Heart, regia di Bernard McEveety – film TV (1977)
- Quincy (Quincy, M.E.) – serie TV, episodi 3x06-7x09 (1977-1982)
- I ragazzi di padre Murphy (Father Murphy) – serie TV, episodio 2x12 (1983)

## Doppiatori italiani
- Sergio Graziani in L'uomo che non sapeva amare